# Claudio Risi
Pour les articles homonymes, voir Risi.
Claudio Risi (né à Berne le 12 novembre 1948  et mort à Rome le  26 avril 2020) est un réalisateur italien. 
Son père Dino et son frère Marco sont également réalisateurs.

## Biographie
Claudio Risi est né le 12 novembre 1948 à Berne. Il a passé son enfance et son adolescence en Italie. Il accompagne sur les plateaux de tournage son père Dino et fréquente des réalisateurs et des scénaristes, tels que ses oncles, Fernando, directeur de la photographie et Nelo, scénariste et réalisateur. 
Son père l'encourage sur la voie du cinéma l'appelant à ses côtés lors du tournage, en tant qu'assistant réalisateur, de films comme Noi donne siamo fatte così (1971), La Femme du prêtre (La moglie del prete) et Au nom du peuple italien (In nome del popolo italiano). En 1972, il travaille pour la première fois  de façon indépendante, comme assistant à la caméra aux côtés de Giulio Petroni, dans le film On m'appelle Providence (La vita, a volte è molto dura, vero Provvidenza?).
Pour Dino Risi il a travaillé aussi comme monteur pour le film Il commissario Lo Gatto (1986) et pour son frère Marco pour le film Tre mogli (2001). 	
Dans les années 1980, il débute comme réalisateur au cinéma dans  Windsurf - Il vento nelle mani avec les acteurs Pierre Cosso et Philippe Leroy, puis à la télévision avec  Yesterday - Vacanze al mare avec Jerry Calà et Eleonora Giorgi puis trois saisons de la série de télévision I ragazzi della 3ª C avec les distinctions en 1987 et 1988) du Telegatto pour le meilleur téléfilm italien.
En 1991, il tourne pour le cinéma Pugni di rabbia, un film sur le monde de la boxe de banlieue, puis pour la télévision les épisodes de  S.P.Q.R. et la fiction A caro prezzo.
En 2005, il collabore avec son père pour réaliser pour Home vidéo le documentaire Rudolf Noureev à la Scala puis seul, les films Ciné-panettone Matrimonio alle Bahamas (2007) et Matrimonio a Parigi (2011), tous deux avec Massimo Boldi.
Claudio Risi est mort le 26 avril 2020 dans un hôpital romain à l'âge de 71 ans, des complications d'une crise cardiaque qui l'a frappé deux mois auparavant.

## Filmographie partielle

### Cinéma
- 1984 : Windsurf - Il vento nelle mani (it)
- 1991 : Pugni di rabbia
- 2005 : Rudolf Nureyev alla Scala - vidéo-documentaire
- 2007 : Matrimonio alle Bahamas
- 2011 : Matrimonio a Parigi

### Télévision
- 1985 : Yesterday - vacanze al mare - mini-série télé
- 1987-1989 : I ragazzi della 3 C - série télé, 33 épisodes
- 1998 : S.P.Q.R. - série télé
- 1999 : A caro prezzo - film TV